# Парюг
Парюг — деревня в Котельничском районе Кировской области в составе Сретенского сельского поселения.

## География
Располагается на расстоянии примерно 7 км по прямой на запад-юго-запад от центра поселения села Сретенье.

## История
Известна с 1802 года как починок Пирюжевский с 5 дворами.  В 1873 году здесь (деревня Парюжевская или Парюги) было отмечено дворов 8 и жителей 74, в 1905 16 и 107, в 1926 (Парюг или Тяпковский) 22 и 128, в 1950 38 и 89, в 1989 году проживал 271 житель.

## Население
Постоянное население  составляло 198 человек (русские 95%) в 2002 году, 84 в 2010.